# Obvod (Praha)
Obvod je územní jednotka členění hlavního města Prahy. Obvodů je celkem deset. „Obvodem“ bez přívlastku či „městským obvodem“ se rozumí členění města, které je na úrovní okresů v jednotlivých českých krajích. Obvody nemají vlastní samosprávu, ale na jejich základě jsou určeny soudní obvody pro jednotlivé obvodní soudy jsou a používá je mj. i pošta. Jsou také zmíněny na uličních cedulích a na tabulkách zobrazující číslo popisné. Krom těchto obvodů ovšem existují i správní obvody, která mají v rámci Prahy podobnou funkci jako obce s rozšířenou působností, kterých je dvaadvacet.

## Vývoj členění Prahy na obvody
V hlavním městě Praze původně jednotkami členění byly jednotlivé části města, očíslované v tom pořadí, v jakém byly k městu připojovány. Teprve po vytvoření Velké Prahy v roce 1922 byly nově připojená části seskupeny do 19 obvodů, které byly označeny římskými čísly obdobně, jak dosud byly označovány jednotlivé části města. Obvody byly zřízení vládním nařízením č. 7/1923 Sb., o rozdělení Prahy na obvody pro volby místních výborů a očíslování nových částí Prahy, s účinností od 17. ledna 1923. Při reorganizaci v roce 1947 vládním nařízením 187/1947 Sb, účinným od 14. listopadu 1947, byly tento systém a toto rozdělení v podstatě zachovány, pouze z obvodu XIII byl vyčleněn nový obvod XX, a přitom byla poprvé narušena skladebnost územního členění, protože Záběhlice byly rozděleny do dvou obvodů. 
K 1. dubnu 1949 vládní nařízení č. 79/1949 Sb. zavedlo důkladnou reogranizaci, v jejímž rámci byla Praha nově rozdělena do 16 obvodů číslovaných arabskými číslicemi, přičemž zejména v centrální části města byla skladebnost vůči katastrálně-evidenčním částem města výrazně porušena. 
K 11. dubnu 1960 pak bylo zákonem č. 36/1960 Sb., o územním členění státu, zavedeno nové členění, počet obvodů byl redukován na 10 a tyto obvody se staly obdobou mimopražských okresů. V původním znění vytvořit nebo zrušit obvod hlavního města Prahy příslušelo vládě, jiné změny území obvodů příslušelo provádět Národnímu výboru hlavního města Prahy. Podle pozdějšího znění ministerstvo vnitra stanovilo prováděcím právním předpisem území obvodů výčtem městských částí a podle § 17 ministerstvo vnitra vedlo v hlavním městě Praze přehled městských obvodů. Při rozšiřování území Prahy v letech 1960 (11. července), 1968, 1970 a 1974 byly nově připojované části a území připojovány k dosavadním okrajovým obvodům, tj. vnitřní obvody Praha 1, 2, 3 a 7 se již nezvětšily. Části připojené v letech 1968 a 1974 si zachovaly vlastní místní národní výbory, které byly podřízeny příslušným obvodním národním výborům, zatímco starší části obvodů podléhaly přímo obvodním národním výborům. 
Deset obvodů na úrovni okresů bylo zachováno i v roce 1990 při zřízení samosprávných městských částí i při další reformě komunálního práva v roce 2001, kdy však nový zákon o hl. m. Praze, č. 131/2000 Sb., přejmenoval místní a obvodní úřady, rady a zastupitelstva na úřady, rady a zastupitelstva městské části, čímž odstranil další relikt propojení těchto obvodů s veřejnou správou. Bez faktických změn zůstalo 10 obvodů zachováno i při svém redefinování zákonem č. 51/2020 Sb., o územně správním členění státu a jeho prováděcí vyhláškou vyhláškou č. 346/2020 Sb. 
Z jádrových částí obvodů Praha 1 – Praha 10 vznikly v roce 1990 stejnojmenné městské části, jejichž úřady zpočátku nesly název obvodní úřady a které zpočátku převzaly agendu přenesené působnosti po původních obvodních národních výborech. Přenesená působnost vyššího stupně byla z obvodních úřadů byla částečně přenášena na některé další městské částí, až v roce 2001 byla tato reforma dovršena dosažením počtu 22 městských částí s „obvodními“ pravomocemi, jejich názvy byly po vzoru původních obvodů sjednoceny na podobu Praha 1 až Praha 22 a vznikl tak vedle dosud platného členění na 10 obvodů paralelně systém členění na 22 tzv. správních obvodů. Původní obvody jsou pro rozlišení jmenovány buď jenom jako „obvody“ bez přívlastku, nebo jako „městské obvody“ (např. v RSO) nebo jako „územní obvody“ (tj. obvody podle zákona o územním či územně správním členění státu a jako jednotky územní orientace bez vazby na veřejnou správu). 